# Lanvéoc
Lanvéoc (bretonisch Lañveog) ist eine französische Gemeinde im Westen der Bretagne im Département Finistère mit 1951 Einwohnern (Stand 1. Januar 2022). Die Gemeinde liegt im Norden der Halbinsel Crozon an der Atlantikküste im Regionalen Naturpark Armorique (französisch Parc naturel régional d’Armorique). In Lanvéoc ist die Französische Marineschule (frz.: École Navale) ansässig.

## Lage
Lanvéoc liegt etwa elf Kilometer südlich von Brest am gegenüberliegenden Ufer der Rade de Brest und etwa 40 Kilometer nordwestlich von Quimper.

## Verkehr
Bei Le Faou und Châteaulin befinden sich die nächsten Abfahrten an der Schnellstraße E 60 (Nantes–Brest) und unter anderem in Châteaulin, Quimper und Brest gibt es die nächsten Bahnstationen. Bei Brest befindet sich auch der nächstgelegene Flughafen. Der Militärflugplatz Lanvéoc-Poulmic liegt auf dem Gebiet der Gemeinde.

## Bevölkerungsentwicklung
| Jahr                       | 1962 | 1968 | 1975 | 1982 | 1990 | 1999 | 2009 | 2017 |
| Einwohner                  | 1570 | 1964 | 1957 | 1945 | 1857 | 1876 | 2208 | 2095 |
| Quellen: Cassini und INSEE |      |      |      |      |      |      |      |      |

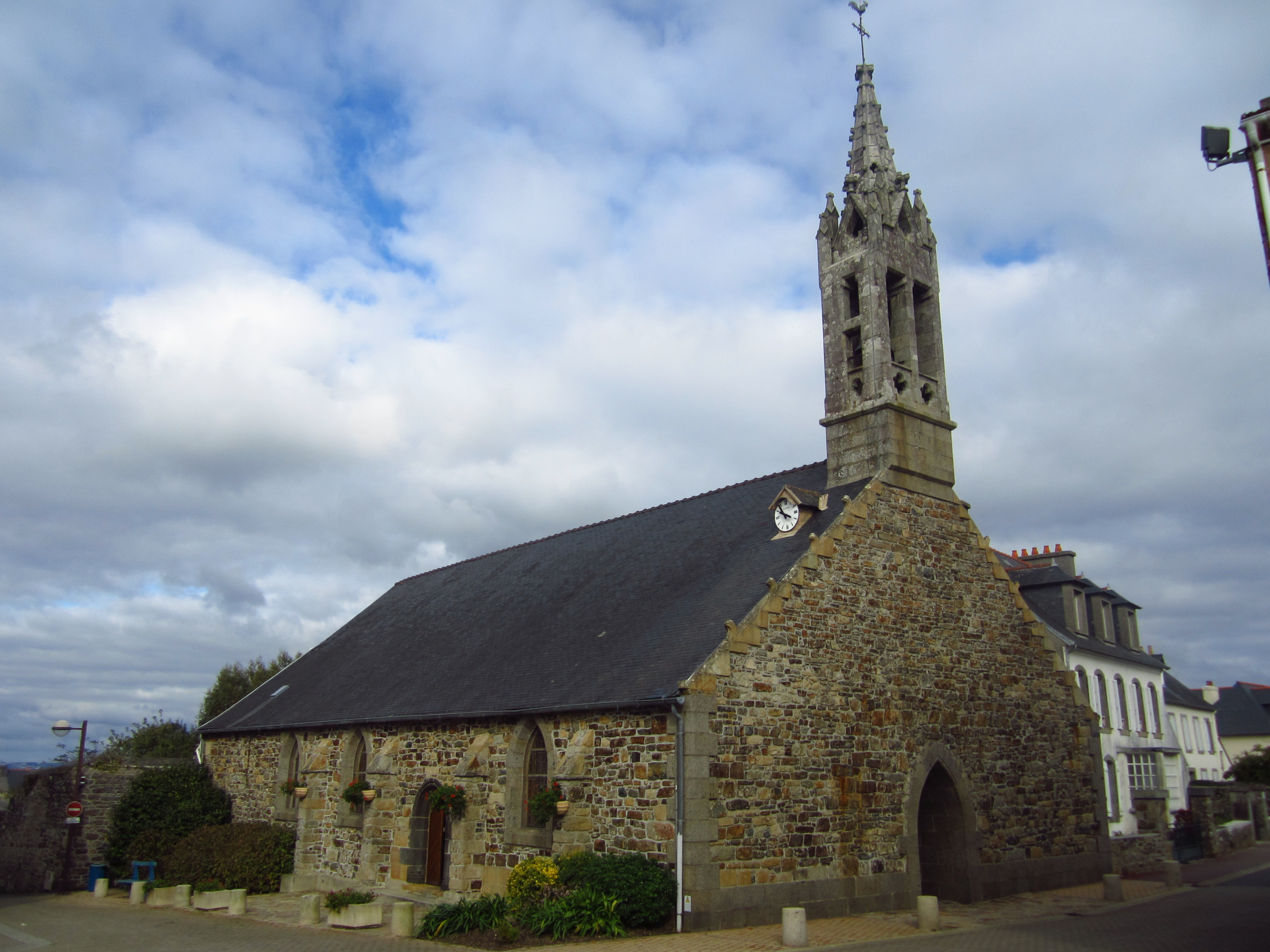
Kirche Sainte-Anne
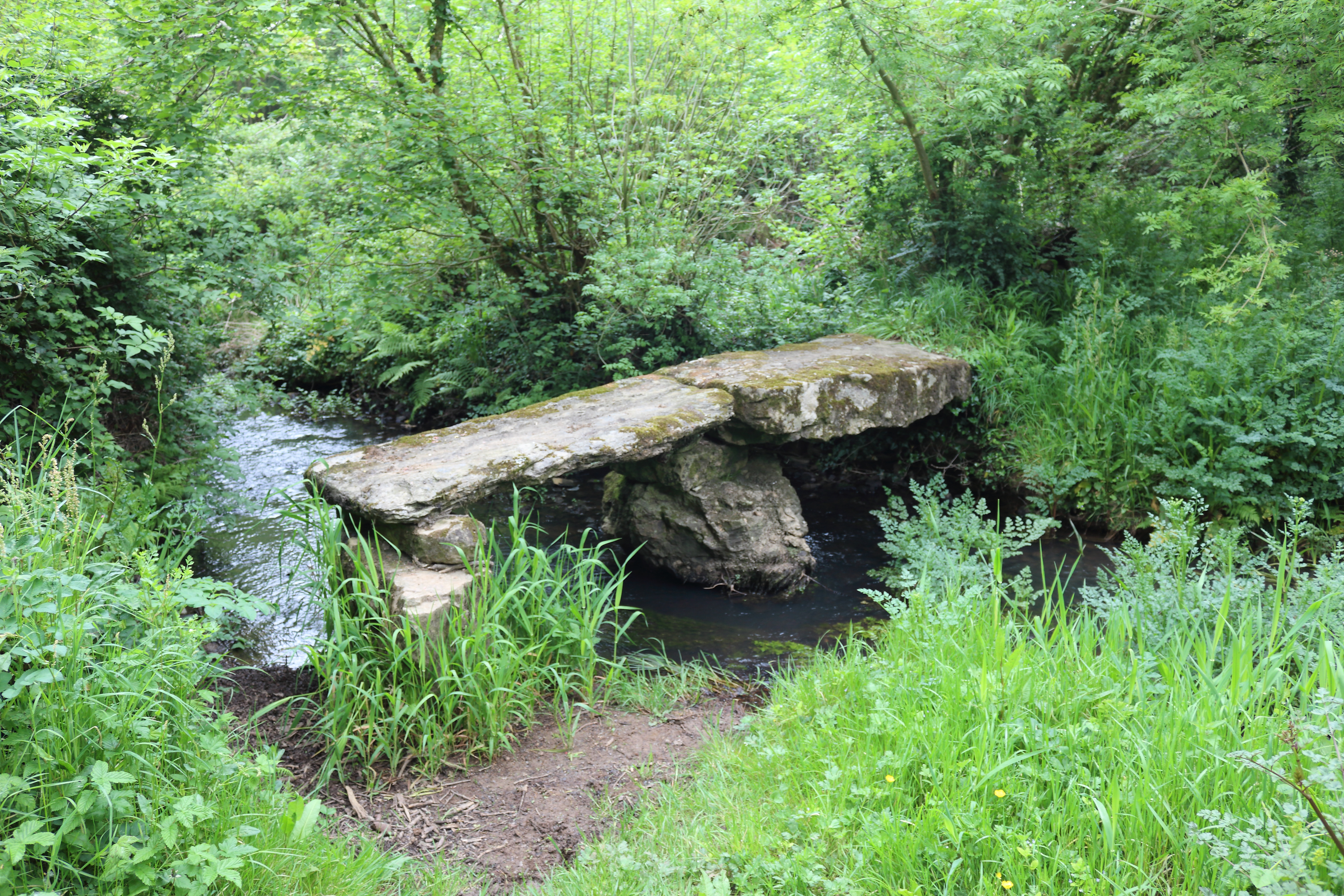
Dolmen du Poulmic umgebaut zur Plattenbrücke
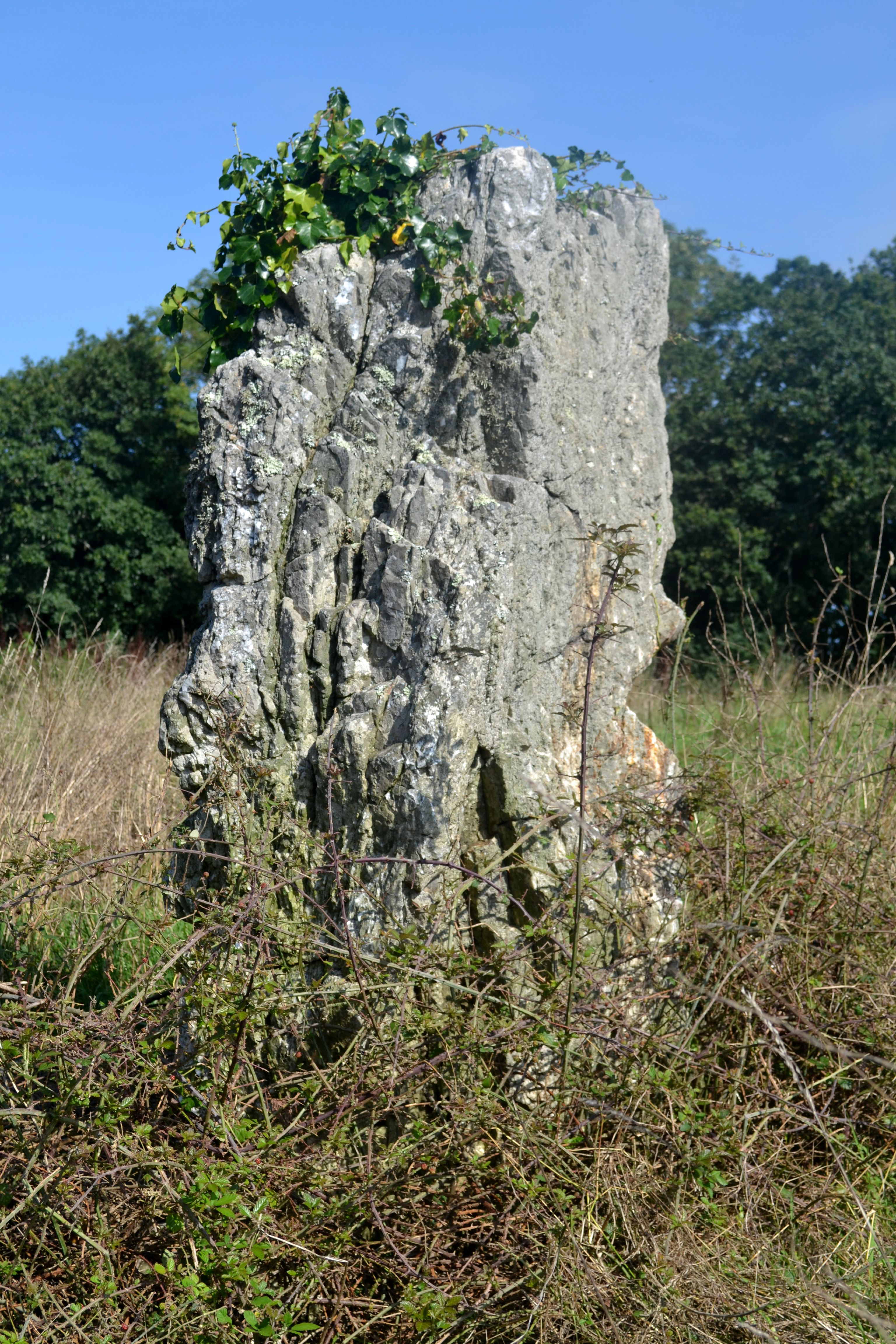
Menhir de Kerzuélet